# Saeima
Il Saeima è il Parlamento della Repubblica della Lettonia.
È un Parlamento unicamerale che consiste di 100 membri eletti con il sistema proporzionale e i cui seggi sono assegnati ai partiti che ricevono almeno il 5% dei voti totali. Le elezioni parlamentari si tengono ogni quattro anni, nel primo sabato di ottobre. L'elezione più recente si è tenuta il 1º ottobre 2022.
L'attuale Presidente del Saeima è Daiga Mieriņa (ZZS).

## Funzioni
Il Presidente della Lettonia può sciogliere il Saeima e convocare nuove elezioni. La procedura per lo scioglimento implica un forte rischio politico per il Presidente, inclusa la possibile perdita della carica. La procedura indica infatti che, qualora il Presidente decidesse di sciogliere il Saeima, debba essere indetto un referendum che, se approvato, conduce all'effettivo scioglimento del Parlamento; se invece i cittadini si dimostrano contrari allo scioglimento dell'assemblea, il Presidente decade dal suo incarico. Questa facoltà presidenziale non è mai stata utilizzata nell'attuale Lettonia; l'unico scioglimento del Saeima avvenne nel 1934, quando il Primo ministro Kārlis Ulmanis sciolse illegalmente il Parlamento e istituì un regime autoritario.

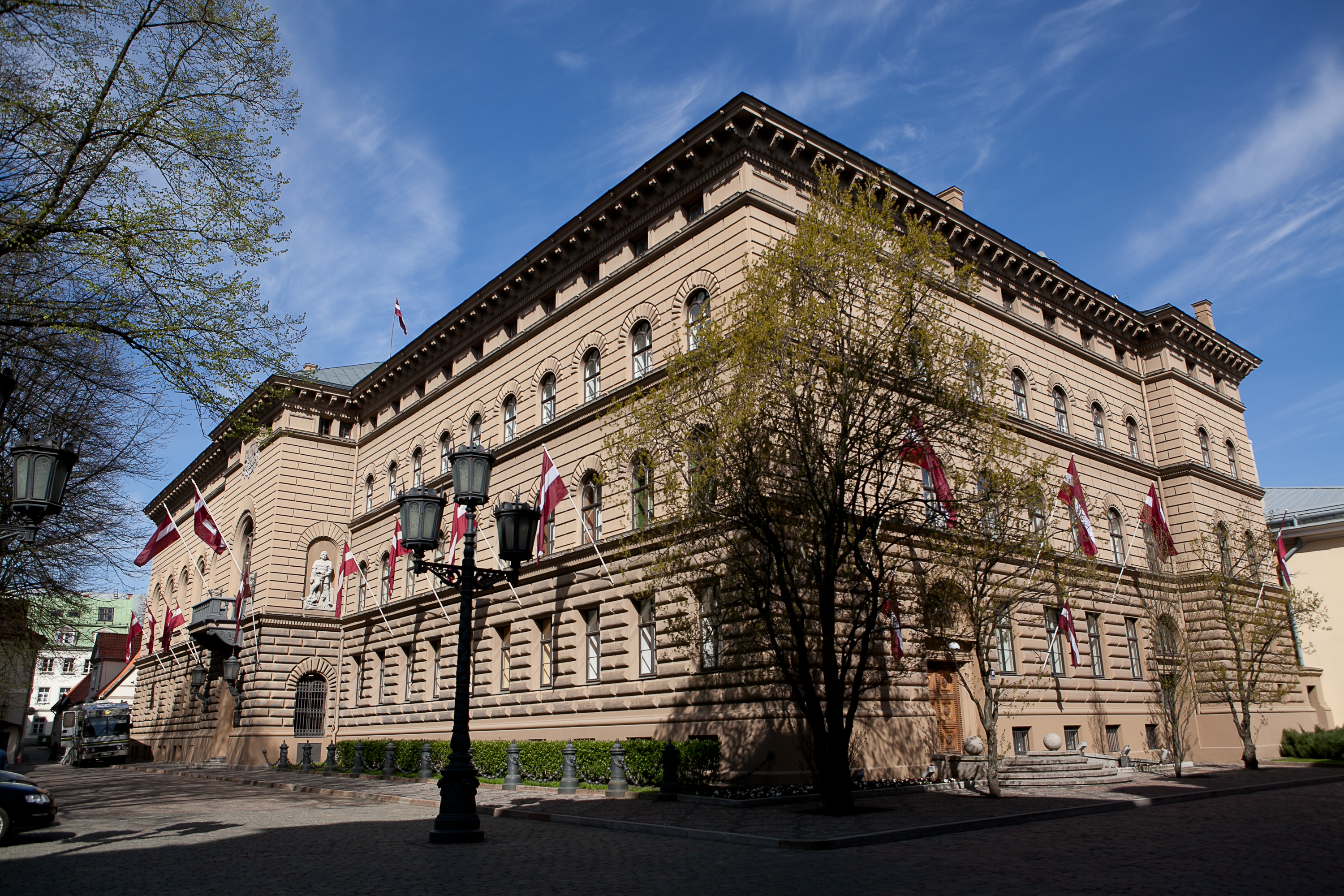
Vista della facciata di Casa della Corporazione di Livonia.

## Semantica
Il nome del Parlamento della Lettonia non deve essere confuso con altri nomi simili:
- Seimas - il Parlamento della Lituania
- Sejm - la Camera bassa del Parlamento della Polonia.

Tutte e tre le parole derivano dalla stessa radice linguistica.